# Світлоозерське
Сві́тлоозе́рське (рос. Светлоозёрское) — село у складі Бійського району Алтайського краю, Росія. Адміністративний центр Світлоозерської сільської ради.

## Населення
Населення — 1221 особа (2010; 1339 у 2002).
Національний склад (станом на 2002 рік):
- росіяни — 92 %